# Dyskografia Flume
Dyskografia Flume – australijskiego producenta muzyczne składa się z dwóch albumów studyjnych, czterech minialbumów, czternastu singli, jedenastu teledysków i osiemnastu remiksów. Flume od 2011 do 2015 r. był członkiem duetu What So Not wraz z Emohem Insteadem. Wspólnie wydali dwa minialbumy.
Do tej pory największą popularność przyniósł mu singel „Never Be Like You” z gościnnym udziałem kanadyjskiej piosenkarki Kai. Zyskał status m.in. siedmiokrotnie platynowej płyty w Australii i dwukrotnie w Kanadzie, Stanach Zjednoczonych i Nowej Zelandii.

## Albumy studyjne
| Dane dot. albumu | Pozycje na listach przebojów | Pozycje na listach przebojów | Pozycje na listach przebojów | Pozycje na listach przebojów | Pozycje na listach przebojów | Pozycje na listach przebojów | Pozycje na listach przebojów | Pozycje na listach przebojów | Pozycje na listach przebojów | Pozycje na listach przebojów | Pozycje na listach przebojów | Pozycje na listach przebojów | Certyfikat                                   |
| Dane dot. albumu | AUS                          | AUT                          | BEL (FL)                     | BEL (WA)                     | FRA                          | GER                          | NED                          | NZL                          | SWI                          | GBR                          | USA                          | USA Dance                    | Certyfikat                                   |
| --- | ---------------------------- | ---------------------------- | ---------------------------- | ---------------------------- | ---------------------------- | ---------------------------- | ---------------------------- | ---------------------------- | ---------------------------- | ---------------------------- | ---------------------------- | ---------------------------- | -------------------------------------------- |
| Flume - Wydany: 9 listopada 2012 - Wytwórnia: Future Classic - Format: CD, LP, digital download                      | 1                            | –                            | 139                          | 180                          | –                            | –                            | 67                           | 12                           | –                            | –                            | –                            | 12                           | - AUS: 2× platynowa płyta - NZL: złota płyta |
| Skin - Wydany: 27 maja 2016 - Wytwórnia: Mom + Pop, Future Classic, Transgressive - Format: CD, LP, digital download | 1                            | 25                           | 3                            | 13                           | 48                           | 43                           | 17                           | 1                            | 25                           | 25                           | 8                            | 1                            | - AUS: platynowa płyta - USA: złota płyta    |
| „–” oznacza, że album nie był notowany na danej liście.                                                              |                              |                              |                              |                              |                              |                              |                              |                              |                              |                              |                              |                              |                                              |

### Albumy remiksowe
| Dane dot. albumu                                                                                              |
| --- |
| Skin: The Remixes - Wydany: 7 kwietnia 2017 - Wytwórnia: Mom + Pop, Future Classic - Format: Digital download |

## Minialbumy
| Dane dot. albumu | Pozycje na listach przebojów | Pozycje na listach przebojów | Certyfikat         |
| Dane dot. albumu | AUS                          | USA Dance                    | Certyfikat         |
| --- | ---------------------------- | ---------------------------- | ------------------ |
| Lockjaw (wspólnie z Chet Faker) - Wydany: 22 listopada 2013 - Wytwórnia: Future Classic - Format: CD, 12”, digital download | –                            | –                            |                    |
| Skin Companion EP I - Wydany: 25 listopada 2016 - Wytwórnia: Mom + Pop, Future Classic - Format: 12", digital download      | 29                           | 3                            |                    |
| Skin Companion EP II - Wydany: 17 lutego 2017 - Wytwórnia: Mom + Pop, Future Classic - Format: 12", digital download        | 67                           | 11                           |                    |
| Quits (wspólnie z Reo Cragun) - Wydany: 2 sierpnia 2019 - Wytwórnia: Future Classic - Format: Digital download              | –                            | –                            | - AUS: złota płyta |
| „–” oznacza, że album nie był notowany na danej liście.                                                                     |                              |                              |                    |

## Mixtape’y
| Dane dot. albumu                                                                                | Pozycje na listach przebojów | Pozycje na listach przebojów | Pozycje na listach przebojów | Pozycje na listach przebojów | Pozycje na listach przebojów | Pozycje na listach przebojów | Pozycje na listach przebojów | Pozycje na listach przebojów |
| Dane dot. albumu                                                                                | AUS                          | BEL (FL)                     | BEL (WA)                     | FRA                          | NED                          | NZL                          | USA                          | USA Dance                    |
| ----------------------------------------------------------------------------------------------- | ---------------------------- | ---------------------------- | ---------------------------- | ---------------------------- | ---------------------------- | ---------------------------- | ---------------------------- | ---------------------------- |
| Hi This Is Flume - Wydany: 20 marca 2019 - Wytwórnia: Future Classic - Format: Digital download | 11                           | 27                           | 139                          | 186                          | 87                           | 11                           | 185                          | 2                            |

## Single
| Rok                                                      | Singel                                                  | Pozycje na listach przebojów | Pozycje na listach przebojów | Pozycje na listach przebojów | Pozycje na listach przebojów | Pozycje na listach przebojów | Pozycje na listach przebojów | Pozycje na listach przebojów | Pozycje na listach przebojów | Pozycje na listach przebojów | Pozycje na listach przebojów | Pozycje na listach przebojów | Certyfikat | Album               |
| Rok                                                      | Singel                                                  | AUS                          | AUT                          | BEL (FL)                     | BEL (WA)                     | FRA                          | GER                          | NED                          | NZL                          | SWI                          | GBR                          | USA                          | Certyfikat | Album               |
| -------------------------------------------------------- | ------------------------------------------------------- | ---------------------------- | ---------------------------- | ---------------------------- | ---------------------------- | ---------------------------- | ---------------------------- | ---------------------------- | ---------------------------- | ---------------------------- | ---------------------------- | ---------------------------- | --- | ------------------- |
| 2011                                                     | „Sleepless” (gościnnie Anthony for Cleopatra)           | –                            | –                            | –                            | –                            | –                            | –                            | –                            | –                            | –                            | –                            | –                            | | –                   |
| 2012                                                     | „On Top” (gościnnie T.Shirt)                            | 57                           | –                            | –                            | –                            | –                            | –                            | –                            | –                            | –                            | –                            | –                            | - AUS: złota płyta | Flume               |
| 2012                                                     | „Sleepless” (gościnnie Jezzabell Doran)                 | 53                           | –                            | –                            | –                            | –                            | –                            | –                            | –                            | –                            | –                            | –                            | - AUS: złota płyta | Flume               |
| 2012                                                     | „Holdin On”                                             | 17                           | –                            | –                            | –                            | –                            | –                            | 57                           | 22                           | –                            | –                            | –                            | - AUS: 2× platynowa płyta | Flume               |
| 2013                                                     | „Drop the Game” (wspólnie z Chet Faker)                 | 18                           | –                            | –                            | –                            | 125                          | –                            | –                            | –                            | –                            | –                            | –                            | - AUS: 2× platynowa płyta | Lockjaw             |
| 2015                                                     | „Some Minds” (gościnnie Andrew Wyatt)                   | 27                           | –                            | –                            | –                            | –                            | –                            | –                            | –                            | –                            | –                            | –                            | - AUS: złota płyta | –                   |
| 2016                                                     | „Never Be Like You” (gościnnie Kai)                     | 1                            | 48                           | 10                           | 26                           | 27                           | 49                           | 72                           | 2                            | 33                           | 95                           | 20                           | - AUS: 4× platynowa płyta - BEL: platynowa płyta - CAN: 2× platynowa płyta - FRA: platynowa płyta - NZL: 2× platynowa płyta - GBR: srebrna płyta - USA: 2× platynowa płyta | Skin                |
| 2016                                                     | „Smoke & Retribution” (gościnnie Vince Staples i Kučka) | 23                           | –                            | –                            | –                            | –                            | –                            | –                            | –                            | –                            | –                            | –                            | - AUS: złota płyta | Skin                |
| 2016                                                     | „Say It” (gościnnie Tove Lo)                            | 5                            | –                            | 36                           | –                            | 154                          | –                            | –                            | 4                            | –                            | 69                           | 60                           | - AUS: 5× platynowa płyta - CAN: złota płyta - NZL: platynowa płyta - USA: złota płyta                                                                                     | Skin                |
| 2017                                                     | „Hyperreal” (gościnnie Kučka)                           | 60                           | –                            | –                            | –                            | –                            | –                            | –                            | –                            | –                            | –                            | –                            | | Skin Companion EP 2 |
| 2019                                                     | „Friends” (gościnnie Reo Cragun)                        | 72                           | –                            | –                            | –                            | –                            | –                            | –                            | –                            | –                            | –                            | –                            | | Quits               |
| 2019                                                     | „Let You Know” (gościnnie London Grammar)               | 31                           | –                            | –                            | –                            | –                            | –                            | –                            | –                            | –                            | –                            | –                            | | –                   |
| 2019                                                     | „Rushing Back” (gościnnie Vera Blue)                    | 8                            | –                            | –                            | –                            | –                            | –                            | –                            | –                            | –                            | –                            | –                            | | –                   |
| 2020                                                     | „The Difference” (wspólnie z Toro y Moi)                | 45                           | –                            | –                            | –                            | –                            | –                            | –                            | –                            | –                            | –                            | –                            | | –                   |
| „–” oznacza, że singel nie był notowany na danej liście. |                                                         |                              |                              |                              |                              |                              |                              |                              |                              |                              |                              |                              | |                     |

## Pozostałe notowane utwory
| Rok  | Singel                                    | Pozycje na listach przebojów | Album |
| Rok  | Singel                                    | AUS                          | Album |
| ---- | ----------------------------------------- | ---------------------------- | ----- |
| 2016 | „Lose It” (gościnnie Vic Mensa)           | 63                           | Skin  |
| 2016 | „Take a Chance” (gościnnie Little Dragon) | 65                           | Skin  |

## Remiksy
| Rok  | Wykonawca            | Tytuł                                            |
| ---- | -------------------- | ------------------------------------------------ |
| 2010 | Fedde le Grand       | „Back and Forth” (Flume vs. Mr. V)               |
| 2011 | Onra                 | „The Anthem”                                     |
| 2011 | New Navy             | „Zimbabwe”                                       |
| 2012 | Matt Miller x Kilter | „Gravel Pit”                                     |
| 2012 | Ta-ku                | „Higher”                                         |
| 2012 | The Aston Shuffle    | „Won’t Get Lost”                                 |
| 2012 | Junior Boys          | „Every Little Step”                              |
| 2012 | Hermitude            | „HyperParadise”                                  |
| 2013 | Yolanda Be Cool      | „A Baru in New York” (Flume Soundtrack Version)  |
| 2013 | Rustie               | „Slasherr” (Flume Edit)                          |
| 2013 | Disclosure           | „You & Me”                                       |
| 2013 | Marlena Shaw         | „Woman of the Ghetto” (Flume’s Jackin House Mix) |
| 2014 | Lorde                | „Tennis Court”                                   |
| 2014 | Chet Faker           | „Gold” (Flume Re-work)                           |
| 2014 | Seekae               | „Test & Recognise” (Flume Re-work)               |
| 2014 | Arcade Fire          | „Afterlife”                                      |
| 2015 | Sam Smith            | „Lay Me Down”                                    |
| 2015 | Collarbones          | „Turning”                                        |

## Współpraca artystyczna
- 2013: Touch Sensitive – „Pizza Guy”
- 2014: George Maple – „Vacant Space”
- 2014: George Maple – „Talk Talk”
- 2016: AlunaGeorge – „I Remember”
- 2016: DJ Snake – „Talk” (gościnnie George Maple)

## Teledyski
| Rok  | Tytuł                   | Reżyser             |
| ---- | ----------------------- | ------------------- |
| 2012 | „I Met You”             | Melvin J. Montalban |
| 2012 | „Sleepless”             | Damon Cameron       |
| 2013 | „Left Alone”            | Rhett Wade-Ferrell  |
| 2013 | „Holdin On”             | Joe Nappa           |
| 2013 | „More Than You Thought” | Angus Lee Forbes    |
| 2013 | „On Top”                | Angus Lee Forbes    |
| 2013 | „Insane”                | Angus Lee Forbes    |
| 2013 | „Drop the Game”         | Lorin Askill        |
| 2015 | „Some Minds”            | Clemens Habicht     |
| 2016 | „Never Be Like You”     | Clemens Habicht     |
| 2016 | „Say It”                | Nez                 |